# Желяз Драганов
Желяз (Желязко, Захари) Драганов Желязов е български лекар и общественик.

## Биография
Според някои източници е роден на 21 юли 1846 г. в Шумен, а според други – в Тулча (препоръчително писмо от митрополит Евстатий Пелагонийски от 1873 г., на което е приносител самият доктор Драганов) през 1847 година. След Кримската война родителите му се преселват в Тулча, където учи в българското училище. След това продължава образованието си в частно френско училище в Галац.
По време на пребиваването си в Цариград д-р Желяз Драганов подарява едногодишно течение на списание „Читалище“ на училището в село Еникьой, Тулчанско. През 1871 г. завършва Военномедицинското училище в Цариград, като стипендиант на Тулчанската община. След това работи като военен лекар в
Цариград (1871 – 1873), Битоля (1873 – 1875), Сана (1875 – 1881).
На 24 юни 1873 г. е назначен за „главен лекар на лявото крило на императорската армия III степен“. През 1874 г. е преместен „на дясното крило на армията“. На 3 януари 1877 г. е повишен в чин бинбаши (офицер, командващ 1000 войника, полковник) за „добра служба в болницата на VII армия“.
След Освобождението се завръща в България. В продължение на близо три десетилетия, до 1909 г., работи като градски лекар в Силистра.
Избран е за народен представител в Третото велико народно събрание (1886 – 1887).
Умира на 9 януари 1910 г.

## Награди
Д-р Желез Драганов е удостоен с орден „Свети Станислав“ III степен, орден „Меджидие“ IV степен (1889) и орден „За гражданска заслуга“ (1906).